# Festival des Films du Monde
Festival des Films du Monde (engelska World Film Festival) var en filmfestival som hölls i augusti varje år i Montréal mellan 1977 och 2018. Den var en av Kanadas äldsta filmfestivaler.